# Liliane Stewart
Pour les articles homonymes, voir Stewart.
Liliane M. Stewart, née Spengler (2 septembre 1928 - 3 mai 2014), est une philanthrope québécoise. Elle fut notamment vice-présidente de la compagnie Macdonald Tobacco (en) et de la Fondation MacDonald Stewart. Elle fut également impliquée dans plusieurs institutions muséales de Montréal. 

## Biographie
Liliane M. Stewart naquit le 2 septembre 1928 a Alexandrie en Égypte. Elle était la fille d'un père d'origine tchèque et d'une mère italienne.
En 1968, elle se maria avec David M. Stewart, l'héritier de la compagnie familiale, la Macdonald Tobacco Company. En 1973, son mari vendit la compagnie et créa avec elle la Fondation Macdonald Stewart. Elle en fut la vice-présidente, puis la présidente à la mort de son mari en 1984. 
Elle fut présidente du conseil d'administration du Musée Stewart, du Château Ramezay ainsi que du Musée des arts décoratifs de Montréal fondé en 1979.
Elle contribua beaucoup à la préservation du patrimoine historique canadien, y compris à celui de la Nouvelle-France.  Parmi les bonnes œuvres de leur fondation, on peut citer le soutien au Musée Stewart créé en 1955, dont elle fut présidente du conseil d'administration au décès de son mari. La Fondation contribua à l'ouverture de plusieurs plus petits musées partout à travers le Canada, comme le Musée des papes. Il fit aussi la construction d'une réplique du célèbre navire de Pierre Le Moyne d'Iberville, le Pélican en 1987-1992. 
En janvier 2000, Liliane Stewart légua l'une des plus importantes collections de design international du XXe siècle au Musée des beaux-arts de Montréal. Elle  cédait la collection du Musée des arts décoratifs de Montréal qu'elle avait fondé avec son mari en 1979. Le don de cette collection de plus de 5 000 objets (et estimée à 15 millions de dollars) est encore à ce jour un des dons les plus importants consentis à un musée au pays.  Grâce à ce don, le Musée des beaux-arts de Montréal figure désormais parmi les grands musées d'art décoratif contemporain au Canada et aux États-Unis.
Elle reçut l'Ordre du Canada en mai 2008. Elle est morte le 3 mai 2014 à l'âge de 85 ans.

## Ouvrages
- The Century of Modern Design (trad. Un siècle de design) présenté par David A. Hanks, aux éditions Flammarion SA, Paris, 2010.

## Honneurs
- 1988 - Officier de l'Ordre des Arts et des Lettres de France
- 1989 - Officier de l'Ordre national du Québec
- 1989 - Membre de l'Académie des Grands Montréalais
- 1996 - Chevalier de la Légion d'honneur de France
- 2008 - Officier de l'Ordre du Canada
- Membre de l'Ordre de Saint-Jean de Jérusalem

## Sources
- (en) Alan Hustak, « She gave away millions. Liliane Stewart, philanthropist 1928-2014 », The Metropolitain,‎ 3 mai 2014 (lire en ligne)
- « La mécène montréalaise Liliane M. Stewart est décédée », TVA Canoë,‎ 4 mai 2014 (lire en ligne)
- Serge Joyal, « Les premiers mécènes de la Révolution tranquille », La Presse,‎ 10 mai 2014 (lire en ligne)